# Присутність (виставка)
«Прису́тність. До́кази агре́сії росі́йських ві́йськ на терито́рії Украї́ни» — документальна виставка доказів агресії російських військ щодо України

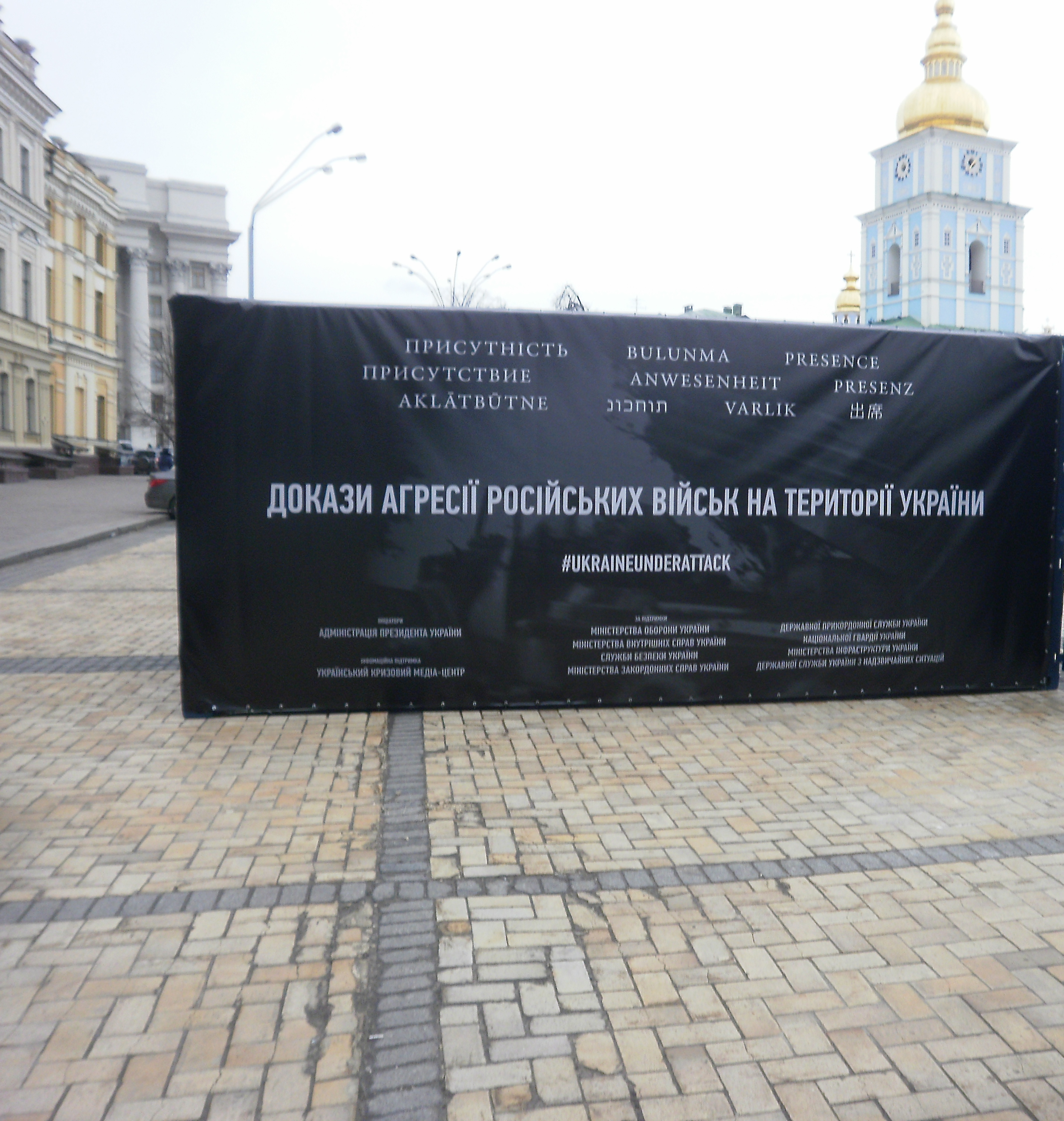

## Опис
Виставка тривала у Києві протягом 21–28 лютого 2015 року на Михайлівській площі.[джерело?]
В експозиції були представлені зразки важкої техніки, стрілецької зброї, безпілотники, залишки боєприпасів, документи, одяг, докази інформаційної війни, фото- та відеодокументи, які використовуються російськими регулярними підрозділами та незаконними збройними формуваннями в боях проти українських військ на Донеччині та Луганщині.
Відкривали виставку секретар РНБО Олександр Турчинов, міністр оборони Степан Полторак, міністр МВС Арсен Аваков та голова СБУ Валентин Наливайченко.
«Ця зброя демонструється, як речові докази військової агресії і злочинів проти людяності. Саме з цієї зброї вбивали українських громадян. Вся вона захоплена на сході і зараз є в рамках кримінального впровадження як речові докази» — заявив Валентин Наливайченко
Серед експонатів виставки:
- російська БМ-21 Град, захоплена влітку у Добропіллі Донецької області з пізнавальними знаками 18 мотострілецької бригади 58-ї армії Південного військового округу ЗС РФ (Чеченська республіка),
- БТР-80, які не перебувають на обліку ЗСУ,
- реактивні піхотні вогнемети «Джміль», яких теж нема в українській армії,
- танк Т-64БВ,
- БМД-2,
- гранатомети, датовані 2014 роком, які не виробляються на території України;
- підбиті безпілотні літальні апарати, що виготовляються тільки на території РФ, оснащені технікою, котра може транслювати зображення на відстань за 20 кілометрів, передавати зображення і координати цілей, робити коригування вогню,
- фрагменти реактивних боєприпасів «Смерч», якими було обстріляно Краматорськ,
- документи полонених російських військових, а також газети «Новоросія».

Виставку відвідали офіційні міжнародні делегації, які прибули в Україну на річницю Революції Гідності та президент України Петро Порошенко, посли зарубіжних країн.
Після завершення виставки частина експонатів буде передана Музею історії України у Другій світовій війні.

## Галерея

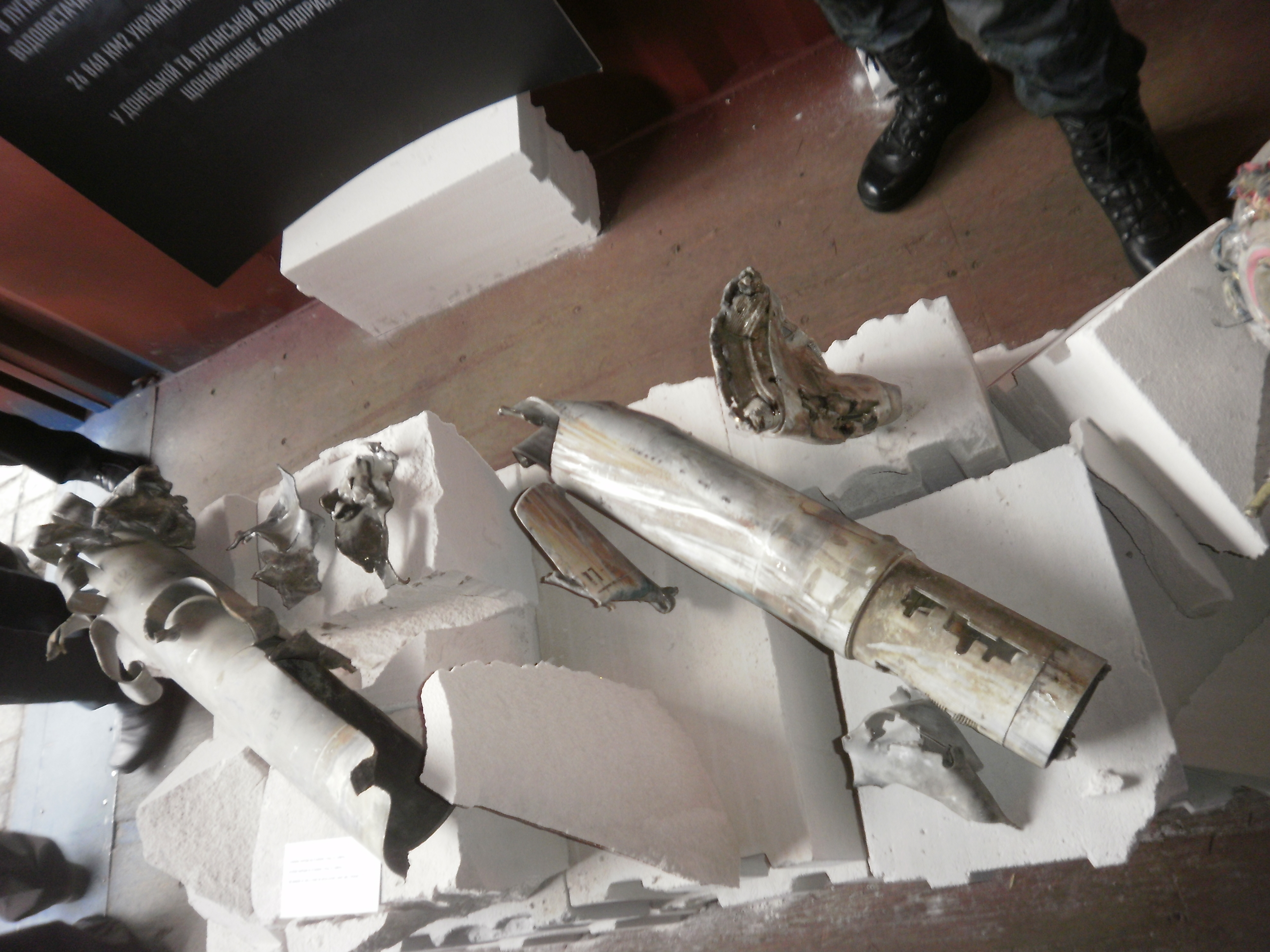
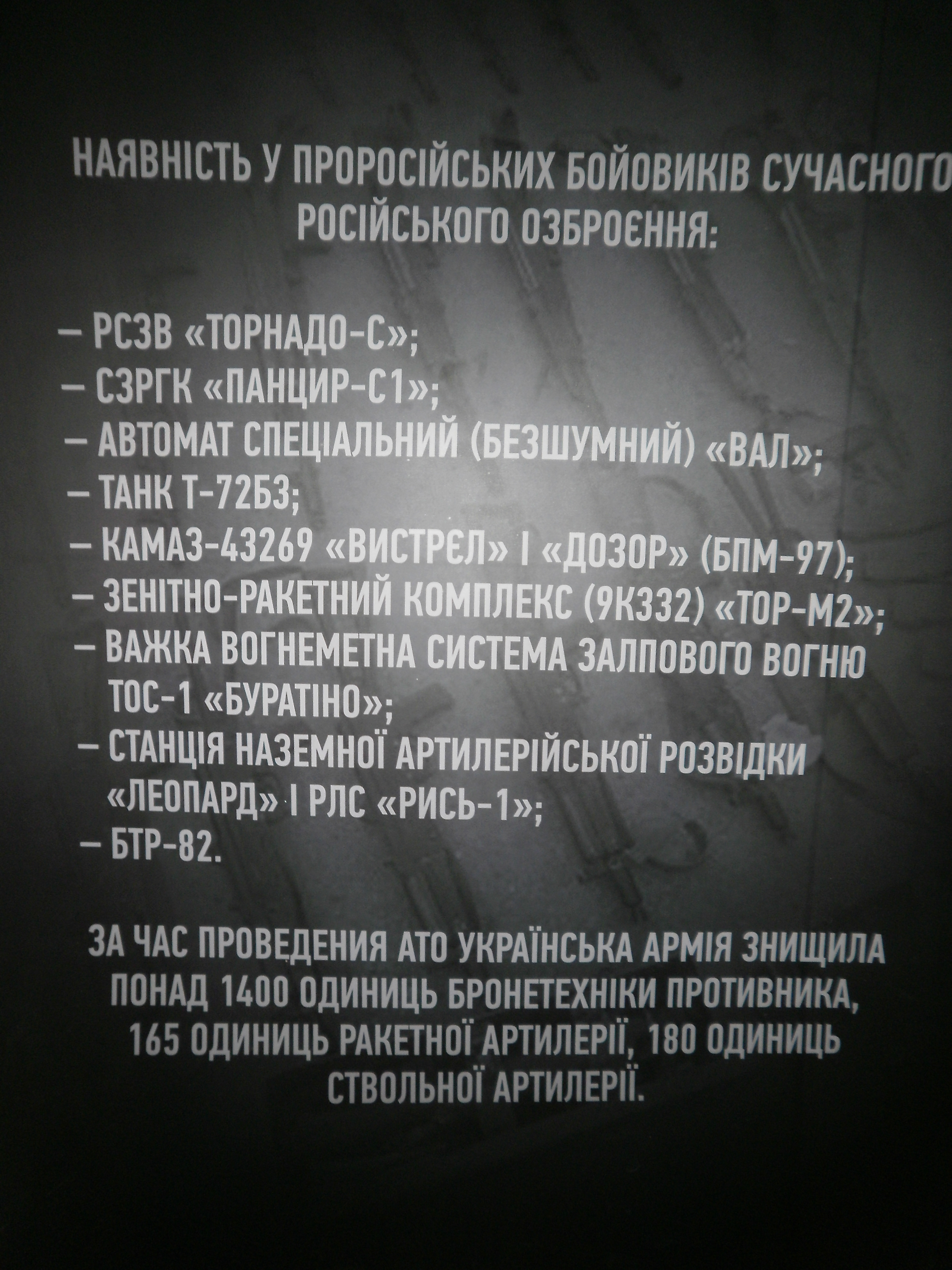
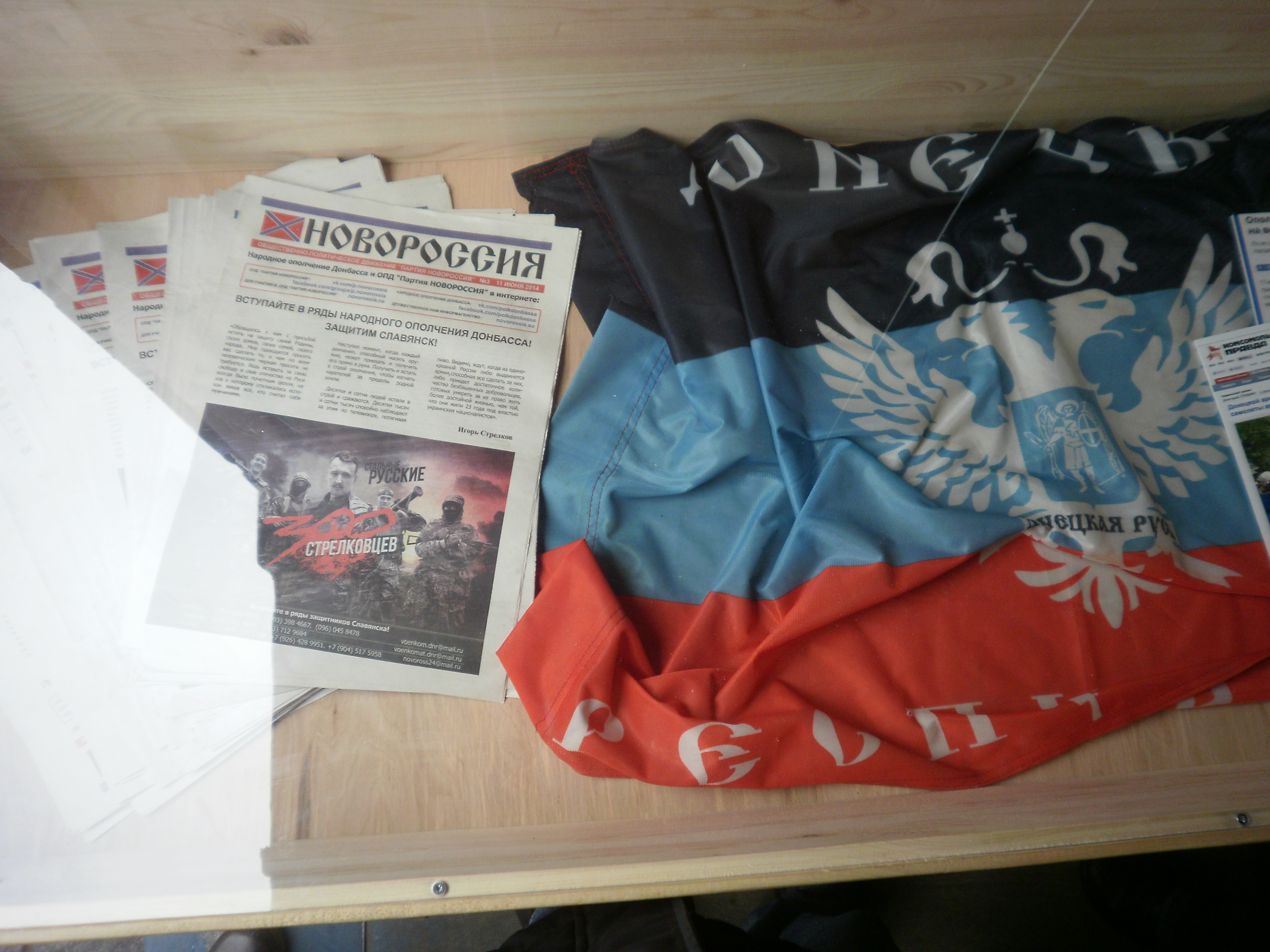
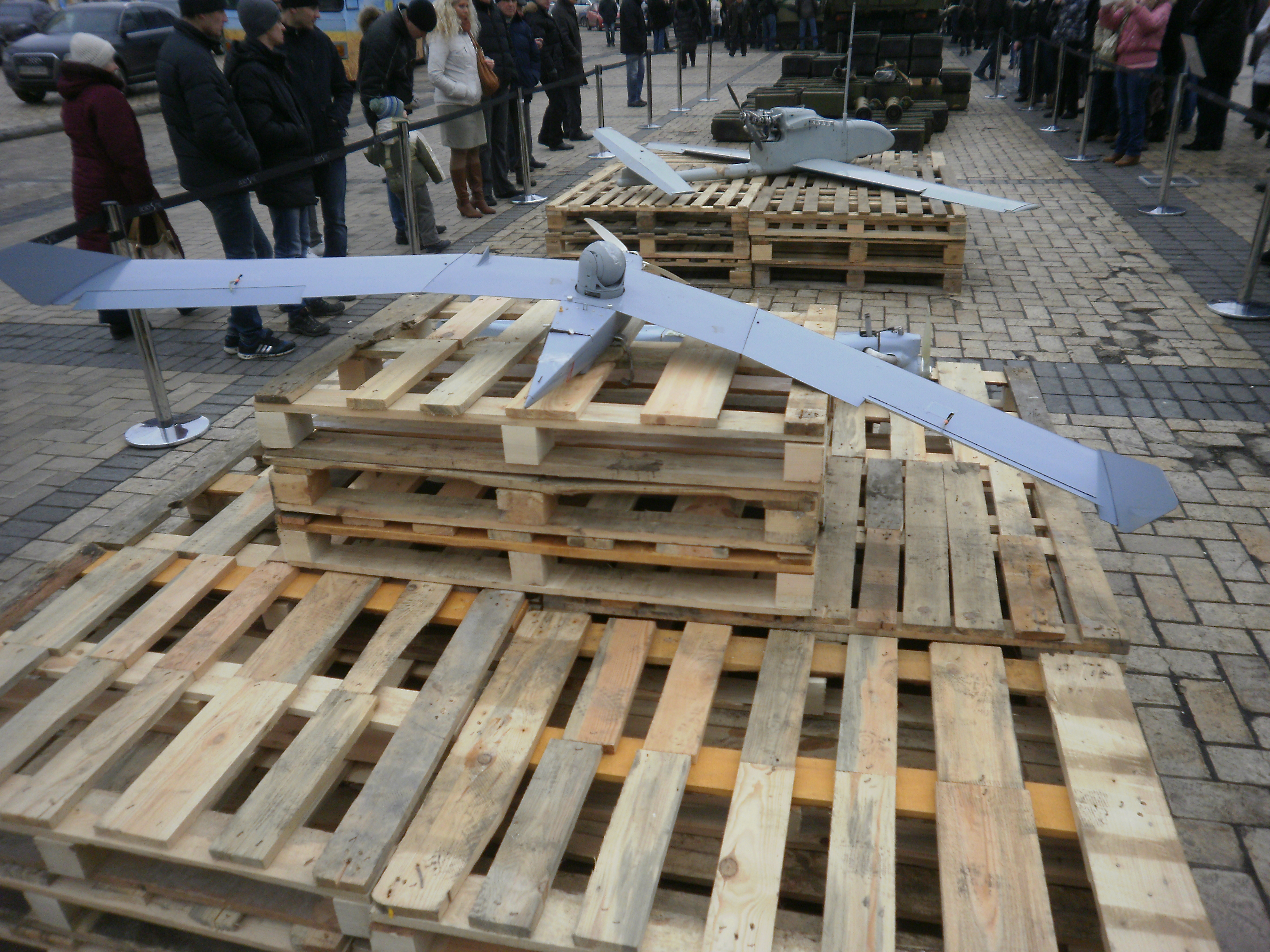
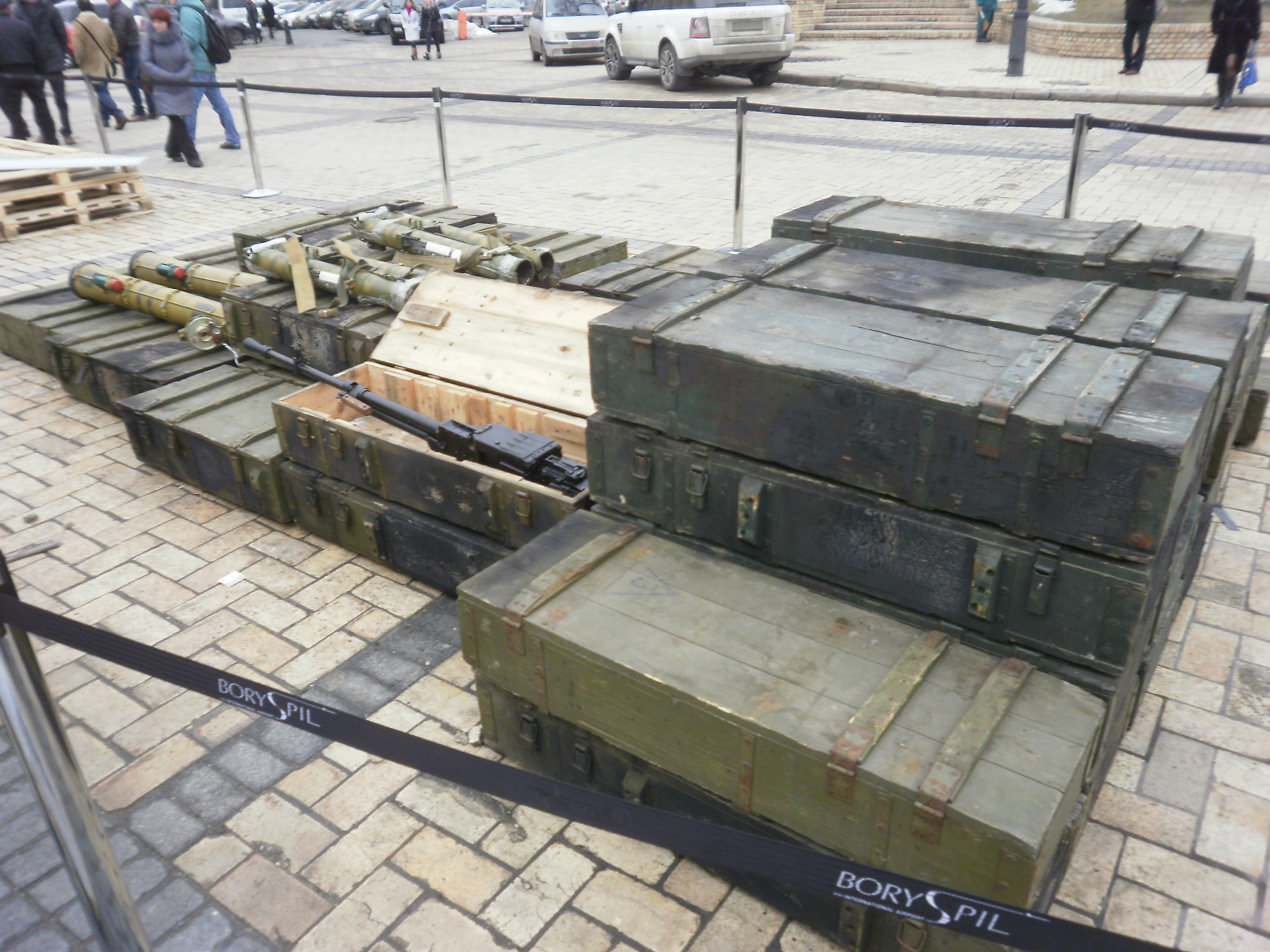
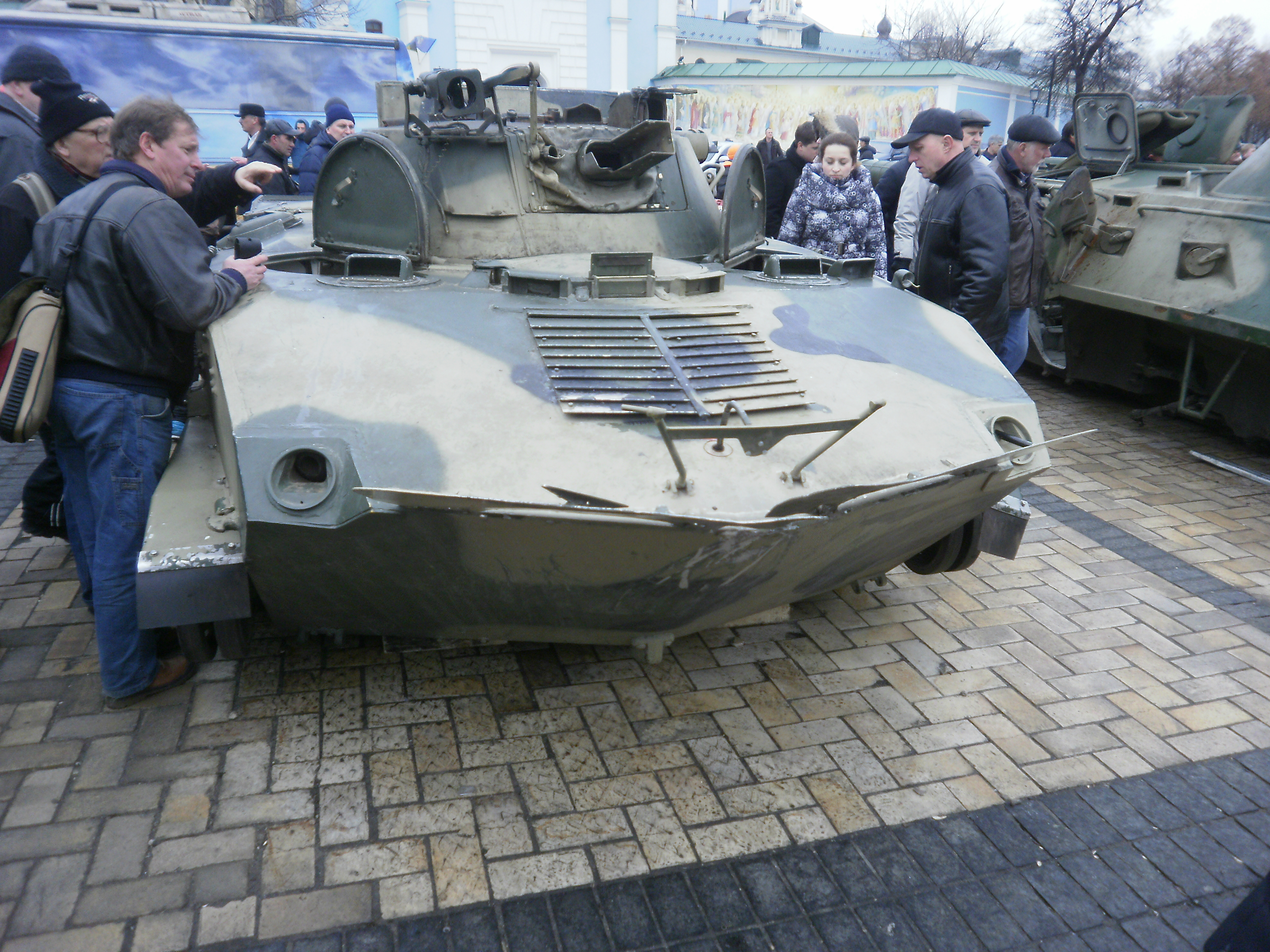
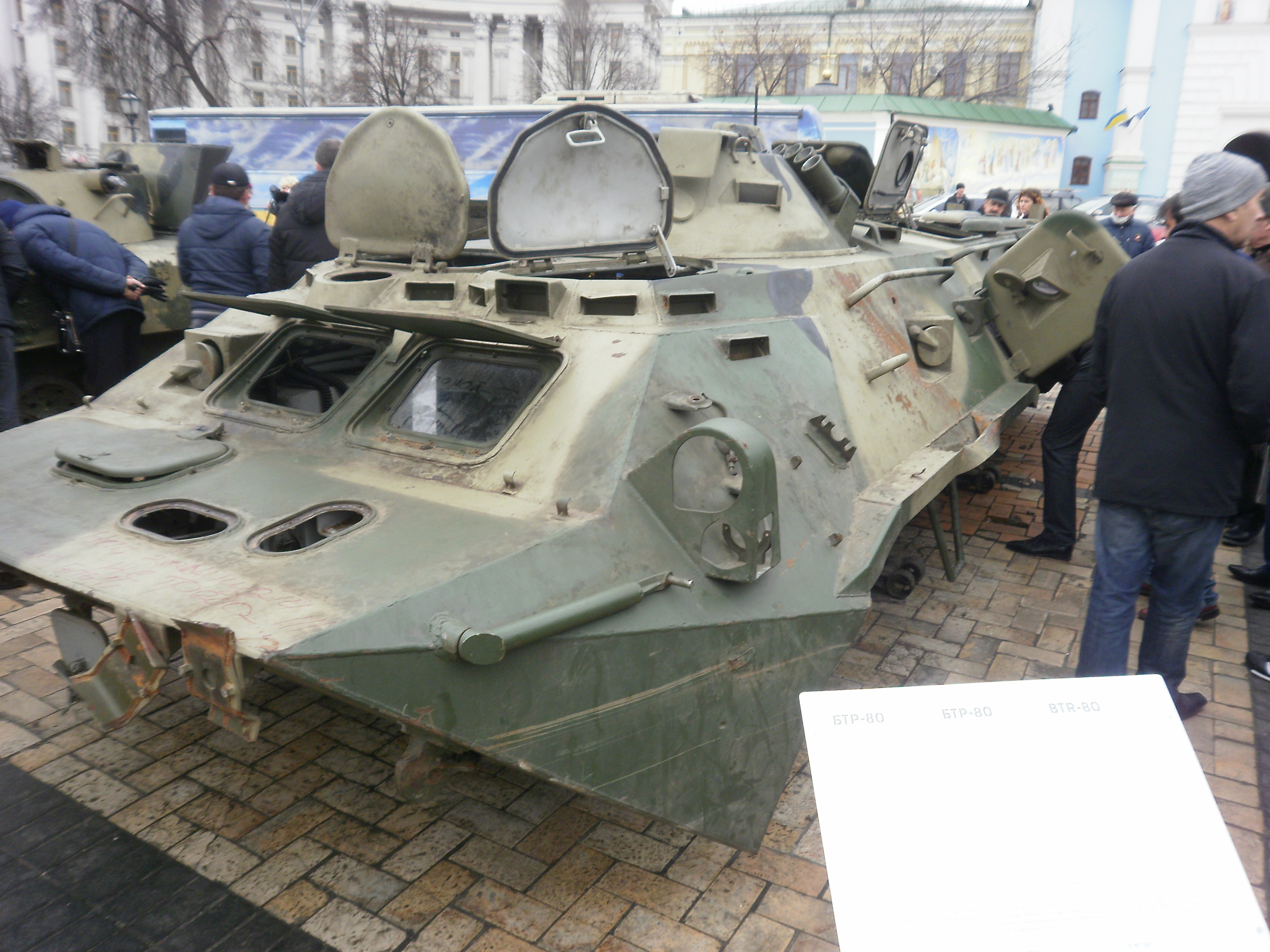
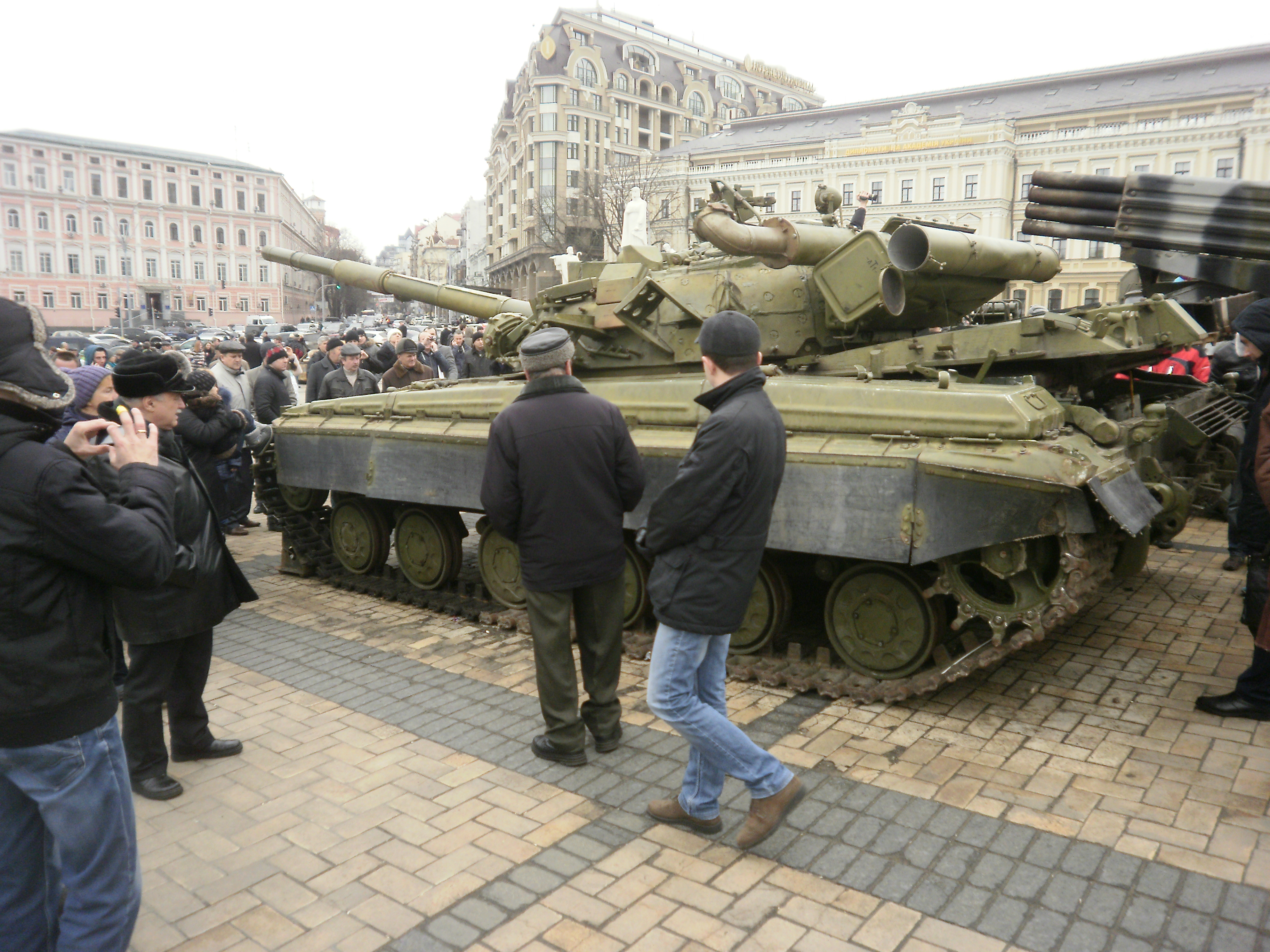
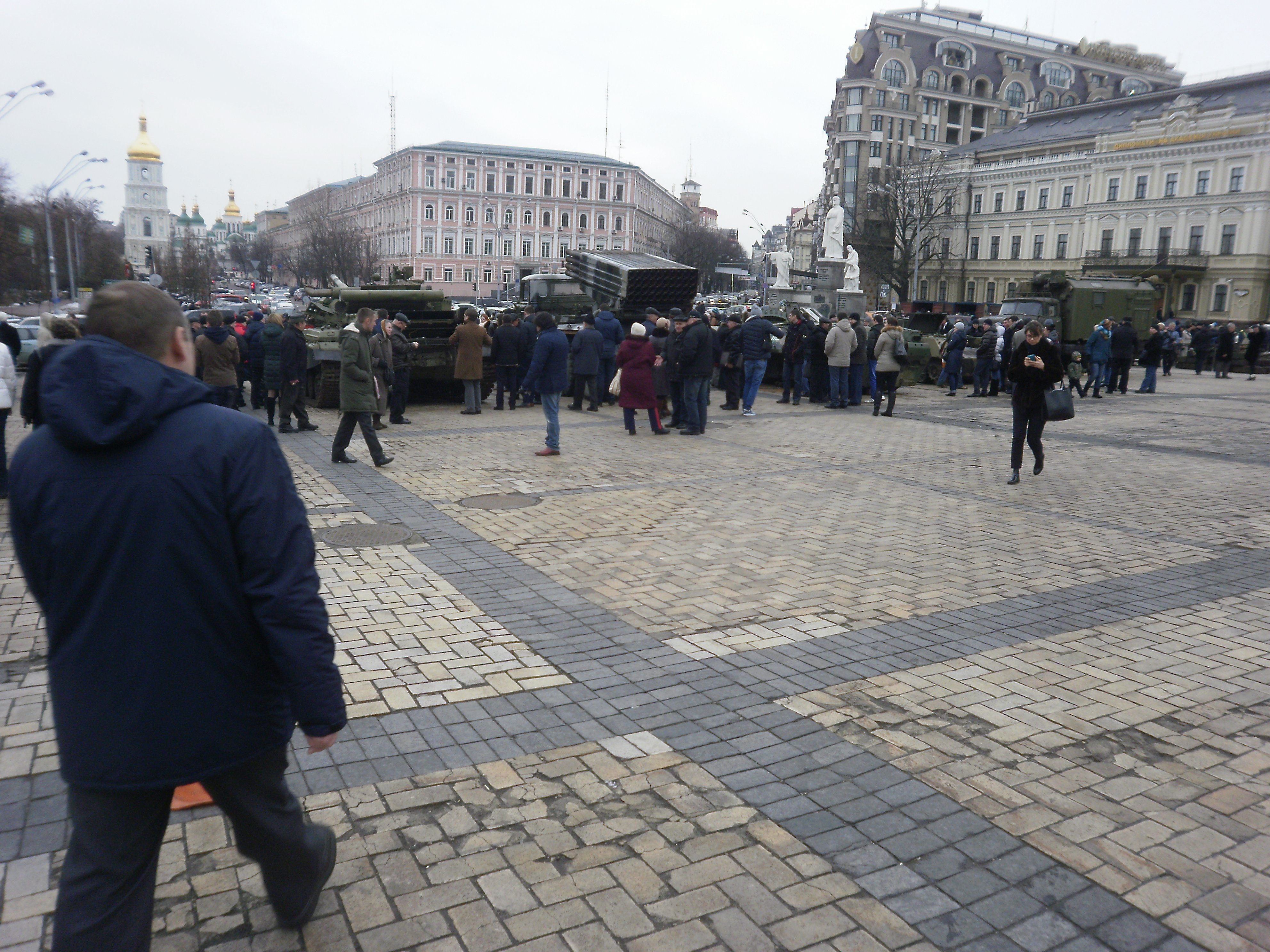